# VII Congresso dell'Internazionale Comunista
Il VII Congresso dell'Internazionale Comunista si svolse a Mosca dal 25 luglio al 20 agosto 1935.

## Storia
Fu l'ultimo congresso del Comintern, nel quale venne stabilita la nascita dei fronti popolari antifascisti, formati da comunisti, popolar-democratici e operai.